# Ajjada Adibhatla Narayana Dasu
Ajjada Adibhatla Narayana Dasu, né en 1864, et mort en 1945, est un écrivain, compositeur, musicien et littérateur indien.

## Biographie
Ajjada Adibhatla Narayana Dasu est né le 31 août[réf. souhaitée] 1964. Maîtrisant plusieurs langues dont le bengali, le tamoul, hindoue, l'ourdou, l'anglais, l'arabe, le sanskrit et le télougou, il a écrit environ cinquante livres en télougou et en sanskrit.